# Formica occidentalis
Formica occidentalis är en myrart som beskrevs av Buckley 1866. Formica occidentalis ingår i släktet Formica och familjen myror. Inga underarter finns listade i Catalogue of Life.